# Волочаївська вулиця (Київ)
Волоча́ївська ву́лиця — зникла вулиця, що існувала в Жовтневому, нині Солом'янському районі міста Києва, місцевість Караваєві дачі. Пролягала від Індустріальної до Гарматної вулиці. 
Прилучалися Деснянська та Дністровська вулиці.

## Історія
Вулиця виникла в першій половині XX століття під назвою Нова. Назву Волочаївська вулиця отримала 1955 року. 
Офіційно ліквідована разом із навколишньою малоповерховою забудовою наприкінці 1970-х — на початку 1980-х років. Початкова частина вулиці (між вулицями Гетьмана та Деснянською) існує у вигляді проїзду без назви.